# Marvin Knoll
Marvin Knoll (Berlino, 5 dicembre 1990) è un calciatore tedesco, centrocampista svincolato.

## Palmarès

### Club

#### Competizioni nazionali
- Campionato tedesco di seconda divisione: 2

Hertha Berlino: 2010-2011, 2012-2013